# 1688년
1688년은 목요일로 시작하는 윤년이다.

## 연호
- 청(淸) 강희(康熙) 27년
- 일본(日本) 조쿄(貞享) 5년 / 겐로쿠(元禄) 원년
- 후 레 왕조(後黎朝) 찐호아(正和) 9년

## 기년
- 류큐(琉球) 쇼테이왕(尚貞王) 20년
- 청(淸) 성조 강희제(聖祖 康熙帝) 27년
- 조선(朝鮮) 숙종(肅宗) 14년
- 후 레 왕조(後黎朝) 희종(熙宗) 13년

## 사건
- 10월 5일 - 명예 혁명이 시작되다. 오렌지공 윌리엄이 브리 섬에 상륙하다.
- 11월 9일 - 명예 혁명: 잉글랜드의 윌리엄 3세가 엑시터(Exeter)를 점령하다.

## 탄생
- 1월 29일 - 스웨덴의 신학자 에마누엘 스베덴보리. (~1772년)
- 2월 4일 - 프랑스의 소설가 피에르 드 마리보. (~1763년)
- 5월 21일 - 영국의 시인 알렉산더 포프. (~1744년)
- 11월 20일 - 조선의 20대 국왕 경종. (~1724년)

## 사망
- 9월 20일 - 조선 인조의 계비 장렬왕후. (1624년~)